# Tillandsia dugesii
Tillandsia dugesii là một loài thuộc chi Tillandsia. Đây là loài đặc hữu của México.